# Codifrance
 (avril 2017).
Si vous disposez d'ouvrages ou d'articles de référence ou si vous connaissez des sites web de qualité traitant du thème abordé ici, merci de compléter l'article en donnant les références utiles à sa vérifiabilité et en les liant à la section « Notes et références ».
Codifrance est une entreprise spécialisée dans la distribution alimentaire située à Châteauneuf-sur-Loire dans le Loiret, filiale du groupe belge Colruyt et exploitant cinq grandes surfaces à dominante alimentaire dans le Loiret, L'Indre et l'Indre-et-Loire. L'entreprise possède une activité de grossiste pour alimenter les magasins Coccinelle, Coccimarket et Panier Sympa.

## Histoire
Initialement créée en 1942 par Pierre Ripotot sous le nom de réseau commercial Ripotot (RCR) activité de grossiste en produits alimentaires pour une clientèle d’épiciers.
Dans les années 1970 Jacques Ripotot, fils de Pierre Ripotot arrive à la direction. En 1972, la société RCR ouvre son premier supermarché à Pontarlier.
En 1983, est créée Sodial qui reprend l’exploitation des supermarchés. La société RCR vendait à différents clients dont Sodial.
En janvier 1996, Réseau Commercial Ripotot est rachetée par le groupe belge Colruyt.
En 2001, le groupe Colruyt (Belgique) achète « Les Fils De A. Doumenge (LFAD)» et change son nom en : Pro à Pro distribution Sud. Il acquiert également la société Blin en août 2001. En décembre 2001, le groupe Colruyt décide de regrouper ses participations françaises (à savoir RCR + LFAD) dans une holding Française : Pro à Pro Distribution
En 2003, le groupe rachète Jean-Didier qui devient Pro à Pro export. Le groupe achète également Harrydis qui devient Pro à Pro Nord.
En  2004, le groupe achète le groupe Mallet composé principalement des sociétés « Disval » et « Silor ». En septembre 2004, RCR change de nom pour devenir : Codifrance (Colruyt Distribution France).
En 2005, achat de Poirette.
En 2007, achat de Codifrais.
En 2008, rachat du groupe Sodeger.
En 2009, achat du groupe Unifrais. En 2009, achat de Pictafrais. En janvier 2009, Pro à Pro distribution change de nom et devient Colruyt France
Le 1er Janvier 2017 une scission d'activités intervient et l'activité de magasins affiliés continue à s'appeler Codifrance tandis que l'activité de magasins intégrés change de nom pour devenir Colruyt Retail France.